# 国民革命军骑兵第二军
国民革命军骑兵第二军，是张学良东北军的骑兵部队组建。

## 历史
1935年8月张学良将东北军骑兵指挥部所辖7个骑兵师及蒋介石调派的中央骑兵组建东北军骑兵军，隶属西北剿匪总司令部，何柱国为骑兵军军长。
抗战爆发后以骑兵第3师为基干部队，组建骑兵第二军，军长何柱国（保定军校第六期，1937年8月31日），副军长郭希鹏，辖骑兵第3师（徐梁，保定军校第8期骑兵科）。骑6师在绥远归马占山指挥。骑4师一直驻河北，1938年因缺少马匹被改为步兵第24师。1937年8月该军率骑3师，从陕西经同蒲路北上，增援大同，改隶第二战区参加晋北会战。大同失守后，该军退到晋西北平鲁一带。1937年9月下旬井坪镇一役中，该军被日军击溃，损失很大。忻口会战后，退据陕北神木、府谷。1939年7月转隶第八战区，辖骑兵第3师（师长徐梁）、骑兵第6师（师长王照堃，东北陆军讲武堂第五期炮兵科）、步兵旅（1939年10月，何柱国把无马骑兵组建成步兵旅，任命军参谋长孟绍周为旅长，一团长曹鹏，二团长邵平章）。1939年冬，该军奉令从晋西北换防到豫皖边的沈邱、项城一带，归第一战区前方指挥官孙桐萱指挥。1940年冬季攻势作战中受损，骑兵第6师编入骑兵第3师；1941年2月将步兵旅改编为暂编56师（三团由骑四师十团改编，团长徐春芳），并与第九十二军暂14师（师长廖运泽，黄埔一期）对调。1941年5月6日何柱国升任鲁苏皖豫边区第15集团军总司令，徐梁升任军长，副军长郭希鹏、安俊才，辖骑兵第3师（王照堃）；暂编第14师（廖运泽）。1942年4月，暂编第30师（路可桢）改隶该军。1943年10月徐梁升任第15集团军副总司令，廖运泽继任军长，安俊才、王照堃任副军长，辖暂14师（师长李鸿慈，黄埔四期），骑兵第3师（师长徐长熙）。后随鲁苏皖豫边区改称第一战区副司令长官部（汤恩伯）。1944年豫中会战汤恩伯系溃败后，改属第十战区（李品仙）。
抗战胜利后，该军接收徐州后开赴济南。1945年12月该军改编为第九十六军，隶属第20集团军。原辖暂编第14师番号不变外，另将骑兵第3师改为暂编第15师，伪军赵保原部改编的暂编第12师拨归该军。担负胶济路中段守备。